# 서브리미널 광고
서브리미널 광고(subliminal message, subliminal advertising, 식역하 광고)는 인간의 감각이 느끼지 못할 정도의 자극을 주어 잠재의식에 호소하는 광고의 하나이다. 하지만 이 광고의 효과에 대해서는 의견이 분분하다. 현재 대한민국과 각국의 법에선 이런 광고를 금하고 있다.

## 방법
1. 인지하지 못할 정도의 빠른 속도로 특정화면이 반복되게 만들어 잠재의식에 호소한다.
2. 인지하지 못할 정도의 빠른 속도로 특정소리가 반복되게 만들어 잠재의식에 호소한다.